# Bäumchen-Lippfisch
Der Bäumchen-Lippfisch (Novaculichthys taeniourus, Synonym: Labrus taeniourus) ist eine Fischart aus der Familie der Lippfische (Labridae). Er gehört zu den am weitesten verbreiteten Lippfischarten. Das Verbreitungsgebiet umfasst große Teile des tropischen Indopazifik von der Ostküste Südafrikas im Südwesten bis zum Tuamotu-Archipel im Osten, den Ryūkyū-Inseln und Hawaii im Norden und der Lord-Howe-Insel im Süden. Außerdem lebt die Art im Roten Meer und an der Küste des östlichen Pazifik vom Golf von Kalifornien im Norden bis Panama und den Galapagosinseln im Süden. Im Persischen Golf kommt sie nicht vor.

## Merkmale

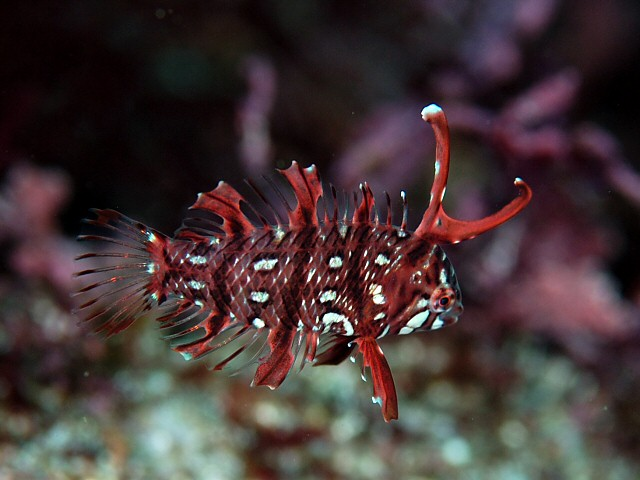
Jungfisch

Der Bäumchen-Lippfisch hat einen länglichen, seitlich stark abgeflachten Körper und erreicht eine Maximallänge von 30 cm. Die Standardlänge liegt beim Dreifachen der Körperhöhe. Die Schwanzflosse ist abgerundet. Die Seitenlinien ist unterbrochen. Abgesehen von einigen fast senkrecht stehenden Schuppenreihen hinter den Augen ist der Kopf unbeschuppt. Der Rand des Präoperculums ist glatt.
- Flossenformel: Dorsale IX/12–13; Anale III/12–13; Pectorale 13.[2]

Ausgewachsene Weibchen sind braun, wobei die Färbung durch helle Schuppen mit dunklen Rändern erzeugt wird. Der Bauch ist rötlich, der Kopf hellgrau mit einigen dunklen, radial vom Auge ausgehenden Streifen. Die Basis der Schwanzflosse ist hell, Brust- und Bauchflossen und die ersten zwei Membranen der Rückenflosse sind dunkel. Den Männchen fehlen die dunklen Streifen auf dem Kopf und ihr Bauch hat die gleiche Färbung wie der Rest des Körpers. Jungfische sind rötlich, grünlich oder braun und zeigen vier senkrechte Reihen weißer Flecke und schmaler dunkler Streifen auf den Körperseiten. Die Flossenmembranen von Rücken- und Afterflosse sind alternierend farbig und transparent, die Flossenstrahlen sind meist pigmentiert. In der Schwanzflosse sind die Flossenstrahlen pigmentiert und die Flossenmembran ist transparent. Der Kopf ist mit vom Auge ausgehenden weißen Streifen und Flecken gemustert.

## Lebensweise
Der Bäumchen-Lippfisch lebt benthopelagisch auf Sand- oder Geröllböden zwischen Korallen- und Felsriffen und in Lagunen bis in Tiefen von maximal 45 Metern, in der Regel aber in flacherem Wasser bis 14 Metern. Er ist revierbildend ernährt sich von Weichtieren, Schlangensternen, Seeigeln, Seegurken, Krabben und Vielborstern und dreht auf Nahrungssuche mit dem Maul auch größere Steine um oder zieht sie zur Seite. Paare arbeiten dabei zusammen; während der eine den Stein entfernt, ergreift der andere die Beutetiere. In Regionen mit sandigen Böden flüchten die Fische bei Gefahr kopfüber in den Sand. Jungfische lassen sich oft mit dem Kopf nach unten treiben und imitieren dabei losgerissene, treibende Algen oder Tange.